# Катастрофа Ан-22 в Панагархе
Катастрофа Ан-22 в Панагархе — авиационная катастрофа, произошедшая в субботу 19 декабря 1970 года на аэродроме Панагарх (близ Калькутты, Индия) с самолётом Ан-22 «Антей» советских ВВС, при этом погибли 17 человек.

## Самолёт
Ан-22 с заводским номером 9340205 и серийным 02-05 был выпущен Ташкентским авиационным заводом в 1969 году и затем передан Министерству обороны. Самолёт получил регистрационный номер CCCP-09305 и был направлен в 81-й военно-транспортный авиационный полк (базировался на аэродроме Северный в Ивановской области).

## Экипаж
Экипаж имел следующий состав:
- Командир 1 аэ — военный лётчик 1 класса подполковник Скок Николай Степанович;
- Штурман 1 аэ — военный штурман 1 класса майор Осинцев Валентин Владимирович;
- Помощник командира корабля — капитан Шандраков Николай Викторович;
- Бортовой инженер корабля, инструктор — капитан Василеутский Владимир Михайлович;
- Старший бортовой техник по авиационному оборудованию, инструктор — капитан Мартынов Николай Андреевич;
- Начальник связи эскадрильи, старший воздушный радист — старший лейтенант Андрощук Иосиф Емельянович;
- Техник по десантному оборудованию группы обслуживания — лейтенант Кравцов Геннадий Дмитриевич;
- Старший инженер по эксплуатации самолётов и авиадвигателей — майор Старцев Вениамин Андреевич;
- Старший авиационный техник корабля — старший лейтенант Парабин Пётр Феоктистович;
- Старший техник по радио-техническому оборудованию — старший лейтенант Годонюк Владимир Тихонович;
- Старший техник по приборному оборудованию и электронной автоматике — старший лейтенант Кананыхин Владимир Григорьевич.

## Катастрофа
12 ноября 1970 года побережье Восточной Бенгалии подверглось удару циклона Бхола, который стал самым разрушительным циклоном в истории (до полумиллиона погибших). Особенно пострадала территория Восточного Пакистана. Для оказания гуманитарной помощи 81-му ВТАП в декабре было дано спецзадание по транспортировке грузов для пострадавших от наводнения, для чего было задействовано четыре экипажа. 19 декабря экипаж подполковника Скока на Ан-22 с бортовым номером 09305 доставил грузы в Дакку и теперь возвращался в Индию (по некоторым данным — в Дели). На борту при этом находились 11 членов экипажа и 6 пассажиров (включая переводчика). Но спустя 43 минуты с момента вылета в 10:08 UTC, когда самолёт летел на высоте 6250 метров (эшелон 205) по курсу 270° неожиданно остановились все четыре двигателя. Из-за негерметичной грузовой кабины нельзя было выйти в неё и через иллюминаторы осмотреть силовые установки. Помимо этого отказали авиагоризонты, указатели скорости и радиосвязь. Экипаж попытался несколько раз запустить второй (левый внутренний) двигатель, но это не удалось. Тогда был запущен третий двигатель (правый внутренний), на этот раз удачно. Однако затем бортинженер доложил, что двигатель не реагирует на движение РУД, что свидетельствовало об обрыве тросовой проводки управления двигателем, при этом специальным механизмом режим работы двигателя автоматически был установлен на 64 %.
Поскольку на борту находились пассажиры, экипаж не мог покинуть самолёт с парашютами. Вначале предполагалось совершить аварийную посадку на поверхность Индийского океана, но затем экипаж решил следовать к ближайшему аэродрому — Панагарху. Генератор третьего двигателя к бортовой электросети подключить оказалось невозможно, а заряд аккумуляторных батарей быстро иссяк. Давление в бустерной гидросистеме упало, из-за чего оказалось невозможно управлять механизацией крыла. Также в процессе снижения к аэродрому в двигателях начался пожар, в том числе и в третьем, поэтому на высоте 1000 метров тот был отключён, после чего «Антей» перешёл в крутое снижение. Скорость в этот момент составляла около 400 км/ч, тогда как обычная должна была составлять 240—250 км/ч, но погасить её в сложившейся ситуации лётчики не могли. В процессе выравнивания возник и правый крен. В 10:18 UTC в полётной конфигурации (с убранными закрылками и шасси) Ан-22 на высоте около метра промчался на протяжении около 2200 метров почти над всей полосой, после чего правая плоскость врезалась в землю и начала разрушаться. Неуправляемый самолёт рухнул на землю, полностью разрушился и сгорел. Все 17 человек на борту погибли.

## Запись переговоров
| 10:08:35 | БИ  | Двигатели отказали.                                        |
|          | КК  | Запуск двигателя                                           |
| 10:09:50 | КК  | Скорости отказали.                                         |
| 10:09:55 | КК  | Парашюты всем одеть.                                       |
| 10:10:10 | КК  | Близко где аэродром, штурман?                              |
|          | ШТ  | Только Калькутта.                                          |
| 10:10:18 | БИ  | Третий запущен.                                            |
| 10:11:59 | БИ  | Командир, не управляются двигатели. Лопнули троса, что ли? |
| 10:12:00 | ШТ  | Так, вон впереди полоса перед нами.                        |
| 10:17:44 | КК  | Флюгируй двигатель!                                        |
|          | БИ  | Флюгирую.                                                  |
|          | ШТ  | Высота 1000… 300.                                          |
|          | БИ  | Обороты ниже не идут. Авторотация выходит.                 |
| 10:18:03 | ПКК | Снижение хватит… выравнивайте, выравнивайте.               |
| 10:18:33 | ШТ  | Крен, крен, крен, крен…                                    |

## Расследование
Катастрофа борта 09305 произошла спустя всего пять месяцев после катастрофы борта 09303 в Атлантическом океане, поэтому полёты всех Ан-22 были приостановлены. Бортовые самописцы самолёта были найдены, но оказалось, что параметрический самописец в последнем полёте запись не осуществлял, но речевой самописец оказался исправен. Также в тридцати километрах от места катастрофы была найдена втулка спаренных воздушных винтов, которая отделилась от второй силовой установки. На этой втулке находились три лопасти переднего винта, тогда как все лопасти заднего винта были оторваны. Позже все четыре лопасти заднего винта были найдены. Когда отделилась одна из лопастей переднего винта, задний винт подвергся разбалансировочному моменту, сила которого достигала пятидесяти тонн, что и привело к отделению на заднем винте всех лопастей. Изучив место излома первоначально отделившейся лопасти, следователи обнаружили сразу три очага усталостных трещин, постепенно увеличивавшихся и слившихся в одну большую трещину, площадь которой составляла около 35 % сечения лопасти. Эти очаги возникли от ножевых надрезов глубиной 0,3 мм, появившихся на этапе изготовления: для срезания облоя на комлевой части винта один из работников использовал не пластмассовый, а металлический (сапожный) нож, при этом прикладывая чрезмерные усилия. Далее от упругих нагрузок трещина разрослась ещё на 30 % от площади сечения лопасти, после чего произошло отделение лопасти. Оторвавшаяся лопасть также была найдена; на ней были обнаружены следы краски с корпуса самолёта. Это свидетельствовало о том, что оторвавшаяся лопасть пробила фюзеляж, разорвав при этом тяги и топливопроводы, ведущие к двигателям, что и привело к остановке последних, а также утечке топлива и пожару. Изучение воздушных винтов остальных самолётов Ан-22 показало, что ещё на тринадцати из них также имелись надрезы и признаки развития усталостных трещин.
7 января 1971 года комиссия Министерства авиационной промышленности СССР вынесла заключение, согласно которому причиной катастрофы стал усталостный излом лопасти переднего воздушного винта второй силовой установки. По результатам расследования скорректировали технологический процесс изготовления винтов, ужесточили выходной контроль и ввели периодическую проверку представителями завода лопастей в эксплуатации. После этого за всё время эксплуатации воздушных винтов АВ-90 их разрушений во время полётов не происходило. Также в 1973 году на самолётах Ан-22 начала применяться новая разнесённая проводка тросов управления двигателями. Для определения характеристик снижения, устойчивости и управляемости самолётов Ан-22 при посадке с тремя и четырьмя отказавшими двигателями были выполнены 25 полётов на CCCP-56391 (в настоящее время — UR-64460). По результатам этих полётов были внесены соответствующие изменения в инструкцию экипажу. В феврале 1971 года полёты «Антеев» были возобновлены.